# Пелагонитисса

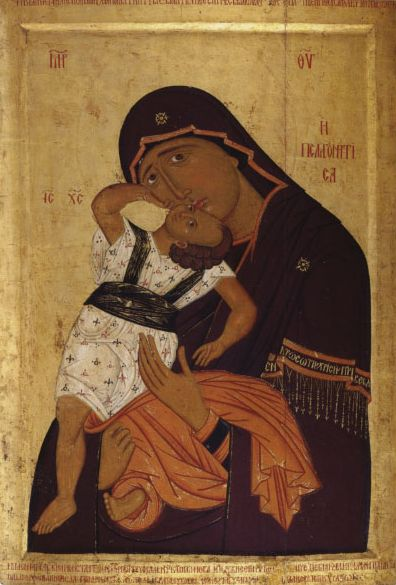
Пелагонитисса
Северная Македония. Скопье. 1422 год

Пелагонитисса — икона Божией Матери.
Время появления иконы неизвестно. Пелагонитисса относится к иконографическому типу «Взыграние Младенца» (разновидность типа Елеусы). Он становится известен уже в XIII веке (например, миниатюра сирийской псалтири 1203 года из Британской библиотеки). Название иконы обусловлено местностью Пелагония в Македонии, где находился прототип иконы. 
Самый ранний образ с эпитетом «Пелагонитисса» находится в церкви Святого Георгия в Старо-Нагоричане, фреска с этим изображением относится к 1318 году.
Икона типа Пелагонитиссы из Хиландара с надписью «Аврамиотисса» относится к XIV веку.
Списки почитаемого в Пелагонии образа Божией Матери Пелагонитисса появляются на Руси не ранее XVII века.